# 좋다 말았네
〈좋다 말았네〉는 록 밴드 장기하와 얼굴들의 싱글이다. 백지수표 프로젝트의 일환으로, 2013년 3월 29일 현대카드 뮤직을 통해 발매했다. 또한 3집 《사람의 마음》에 수록되어 발매했다.

## 배경
장기하와 얼굴들의 신곡 〈좋다 말았네〉를 인터넷 음악 플랫폼 현대카드 뮤직에서 원하는 가격을 지불하고 들어볼 수 있다. 10원을 지불하든, 100만원을 바치든 소비자의 선택이다. 이 무모한 프로젝트는 장기하의 제안을 현대카드뮤직이 ‘쿨’하게 받아들이며 성사됐다. 음원가격이 현저히 낮은 작금에, 소비자가 원하는 가격으로 음악을 구입해보자는 취지다. 소비자가 원하는 가격으로 음원을 구입하는 방식은 지난 2007년 영국 록 밴드 라디오헤드가 정규 7집 《In Rainbows》로 시도한 적이 있다.
〈좋다 말았네〉는 가을 발매 예정인 장기하와 얼굴들 3집에 실릴 예정이다. 현대카드 뮤직은 작년 5월부터 뮤지션이 가격을 결정하고 소비자가 구매하는 음원프리마켓을 시도했다. 이는 음원시장의 주변인인 인디뮤지션들로 하여금 새로운 음원 판매방식을 고민해보게 역할을 했다. 하지만 현대카드뮤직은 현대카드 회원들만 이용할 수 있다는 한계를 지니고 있었는데, 지난 25일부터 일반인들도 사용할 수 있는 퍼블릭 오픈이 시행됐다. 이를 알려야 할 시기에 장기하와 얼굴들의 제안이 들어와 서로 득을 보는 상황이 되었다. 장기하와 얼굴들은 백지수표 프로젝트를 통해 음원 시장에 대한 문제 제기부터 차기작에 대한 홍보까지 동시에 진행할 수 있다. 장기하는 "우리가 총대를 메고 이런 시도를 해보면 흥하던 망하던 간에 분명히 시사하는 바가 있을 것"이라며 "우리는 자신이 있다. 언제나 자신이 있었다"라고 말했다.
28일 여의도 현대카드 본사에서 열린 기자회견에서 장기하는 "한국 음원시장이 문제가 많은 것은 기정사실이다. 그런 상황에서 뮤지션이 원하는 가격으로 음원을 판매하는 현대카드뮤직의 음원프리마켓에 공감했다"며 "우리는 한 번 더 생각을 뒤집어 음악을 사는 사람들이 가격을 매긴다면 그 가격에 대해 다시 생각해보는 기회가 될 것이고, 그로 인해 음원시장의 문제를 풀어나가는 계기가 됐으면 한다"고 말했다.

## 뮤직비디오
29일 음원 발매와 동시에 공개된 뮤직비디오는 음식을 만드는 과정과 음식들이 처한 운명을 통해 〈좋다 말았네〉라는 내용을 담고 있다. 이초희는 음식을 기대하는 듯 입맛을 다시다가 갑자기 상을 엎고 퇴장하면서 짧지만 강렬한 인상을 남겼다. 장기하가 직접 연출과 시나리오를 맡은 뮤직비디오에서는 정성껏 만든 요리를 바닥으로 내팽개쳐진다. 장기하는 "지금 음원시장의 상황에서 뮤지션이 느끼는 감정이 이런 느낌이 아닐까 한다. 바로 정성껏 만든 음악을 헐값에 파는 심정"이라고 설명했다.
직접 뮤직비디오를 연출한 장기하는 "이초희는 누구와도 비슷하지 않은 신비하면서도 귀여운 이미지의 배우라서 뮤직비디오에서 짧지만 가장 중요한 장면을 소화해야 될 여주인공으로 잘 맞을 것이라고 생각했다"고 밝혔다. 또한 "인물 중심의 뮤직비디오에서 주연을 맡아야 마땅한 배우에게 너무 적은 분량의 출연을 부탁하게 돼 미안했다. 그럼에도 불구하고 흔쾌히 출연에 응해주고 진지하고 유쾌하게 촬영에 임해준 이초희씨에게 정말 감사하다"며 "특히 나와 마주보고 갈등의 눈빛을 주고받는 장면에서 정말 가슴이 서늘해져 좋은 배우임을 느낄 수 있었다"고 말했다. 이초희 역시 "평소 장기하와 얼굴들의 팬으로써 정말 즐겁게 촬영했다. 무엇보다 상을 엎어볼 수 있는 기회를 얻어서 참 즐거웠다"며 "좋은 의미를 가진 프로젝트인 만큼 좋은 결과가 있길 바란다"고 뮤직비디오 촬영에 임한 소감과 함께 응원의 메시지를 남겼다.

## 곡 목록
| #  | 제목            | 재생 시간 |
| -- | --------------- | --------- |
| 1. | 〈좋다 말았네〉 | 4:13      |